# Transporte en Guatemala

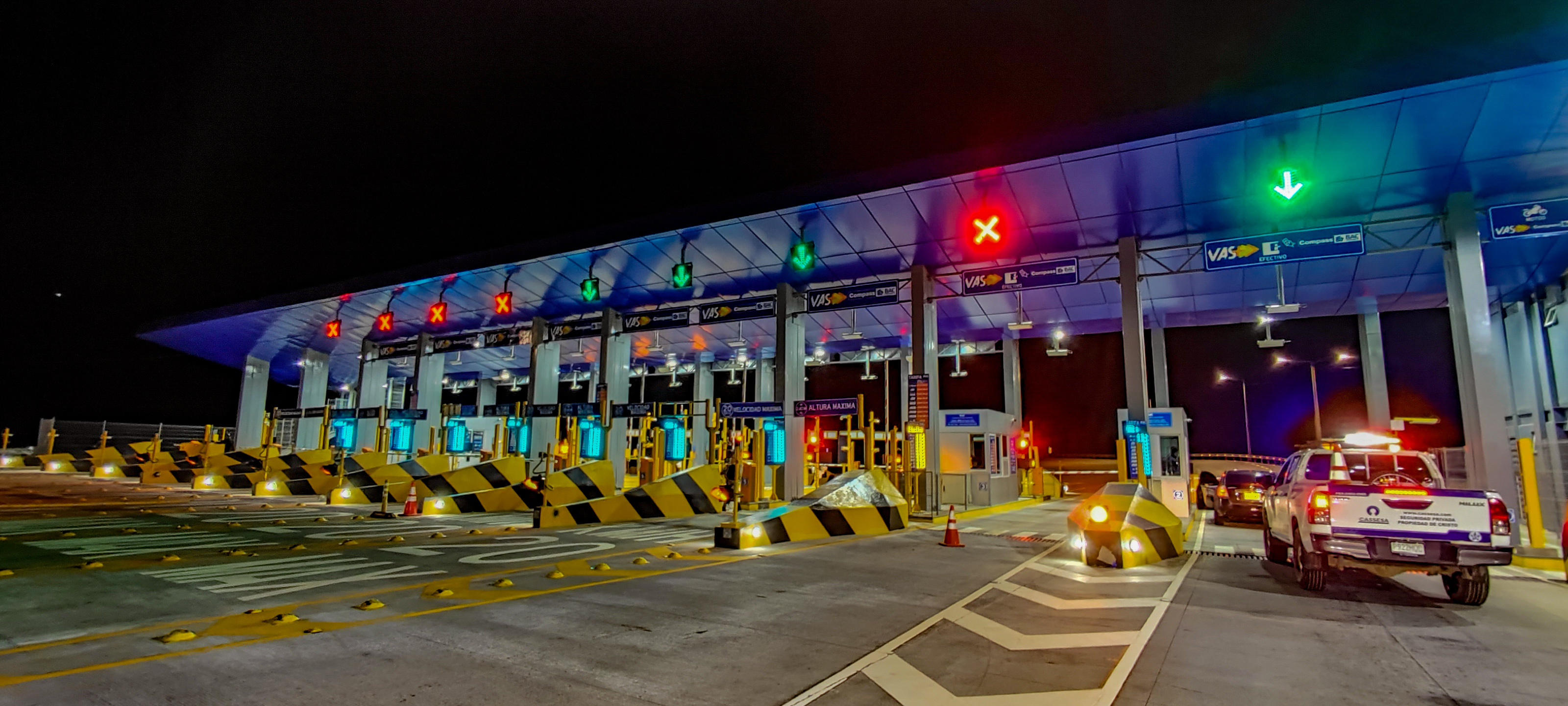
Ingreso a la Ciudad de Guatemala por la autopista Vía Alterna del Sur.

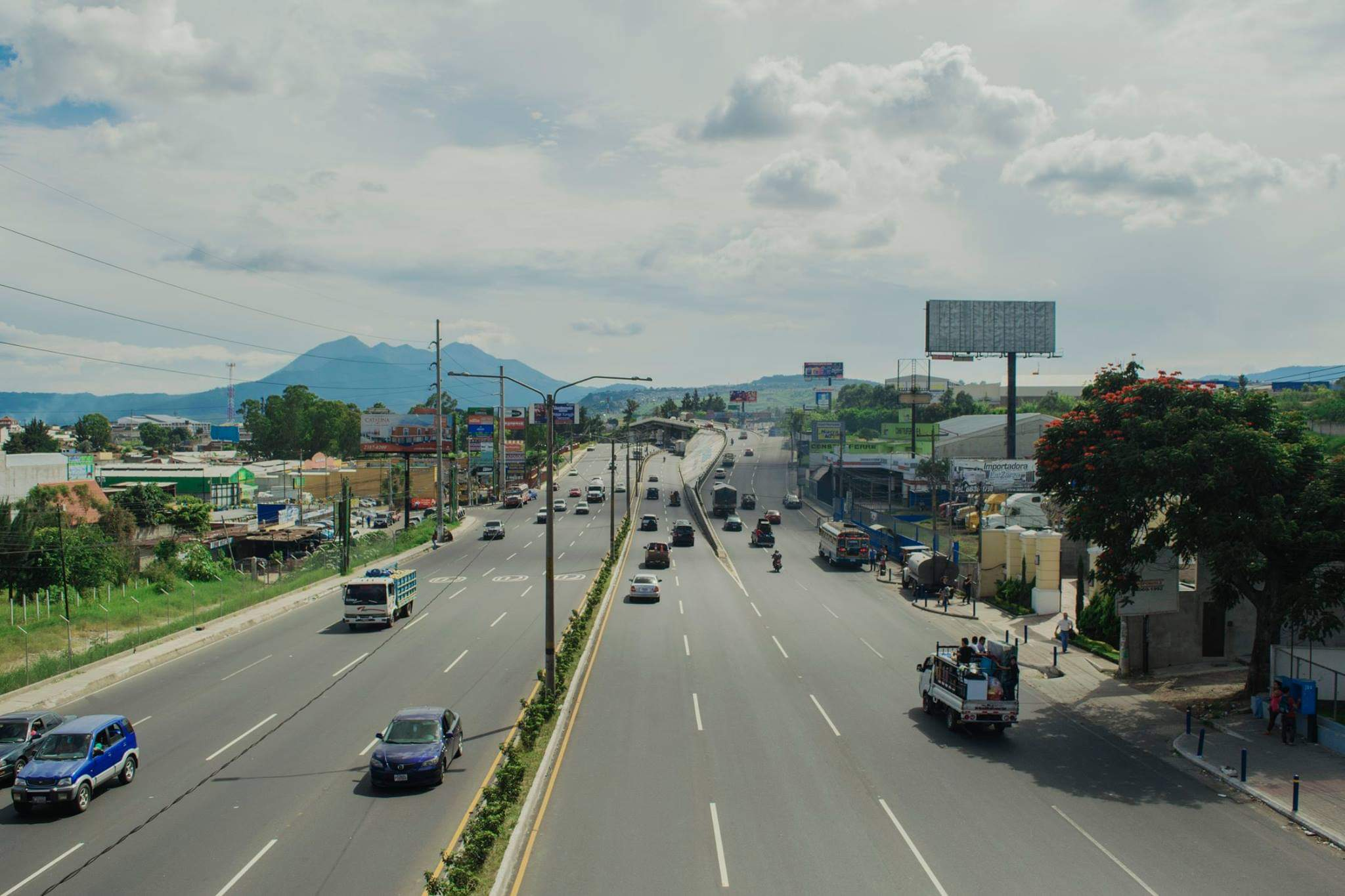
Autopista CA-9 Sur, Villa Nueva, Guatemala.

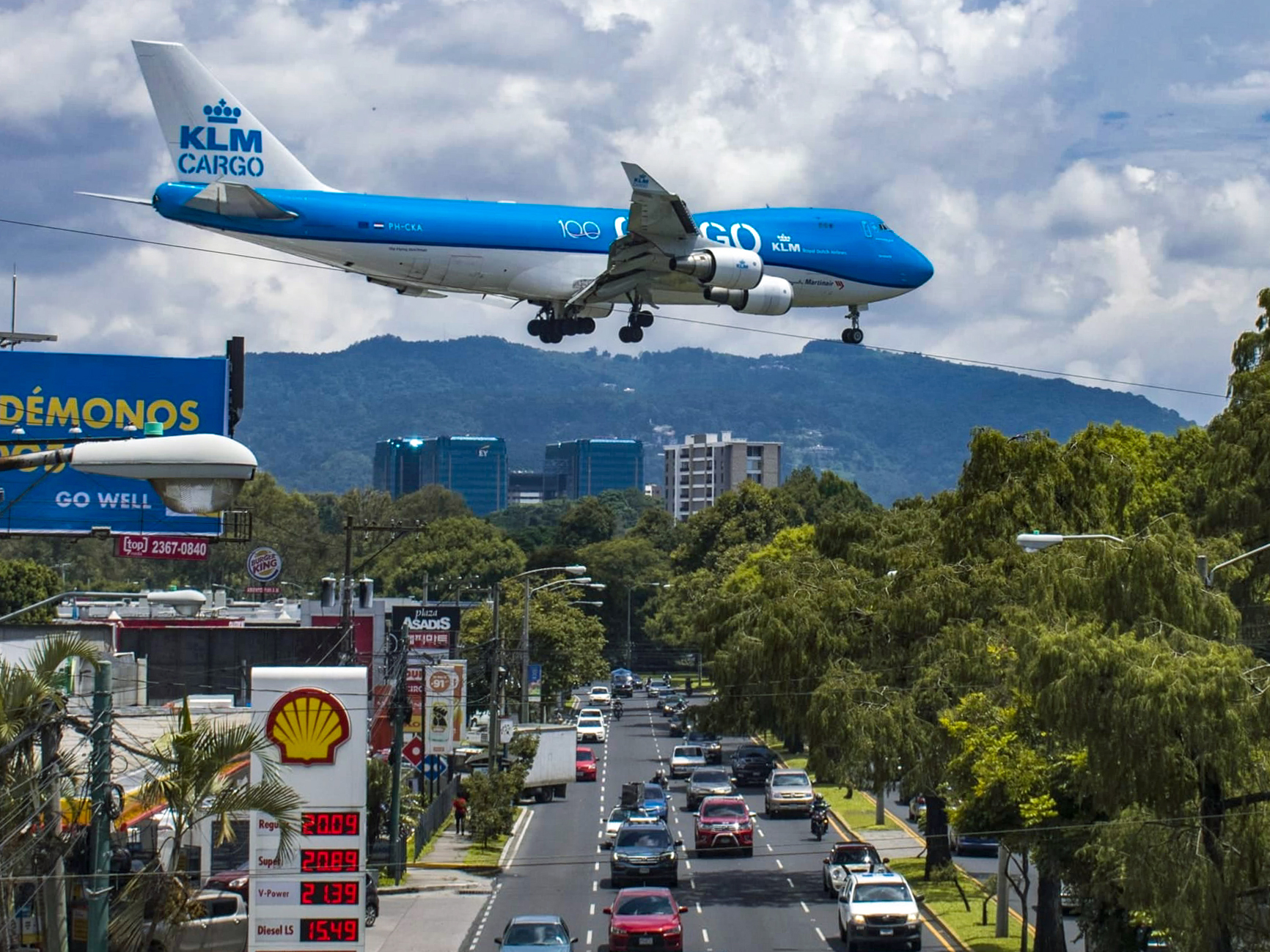
Transporte aéreo en la Ciudad de Guatemala.

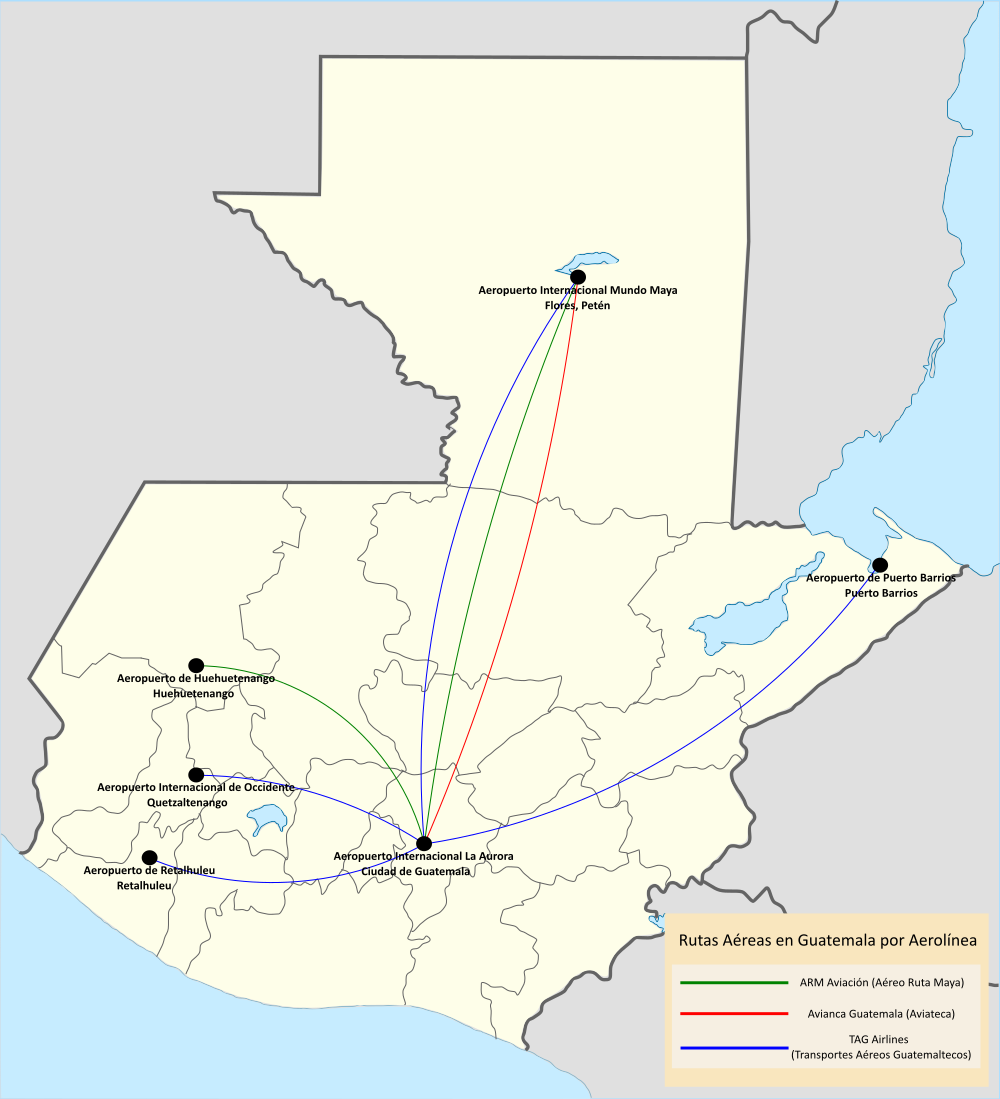
Mapa de las rutas aéreas domésticas operadas por aerolíneas guatemaltecas.

El transporte en Guatemala incluye carreteras, vías férreas, vías por agua, puertos y aeropuertos. Según el Ministerio de Comunicaciones, Infraestructura y Vivienda la longitud de la red vial hasta el 2014 era de 16,860.680 kilómetros de carreteras Internacionales y Nacionales que interconectan las principales ciudades del país. El parque vehicular en el país hasta 2019 era de 3.7 millones de vehículos según los datos proporcionados por la Superintendencia de Administración Tributaria de Guatemala.

## Transporte por carretera

### Sistema de carreteras

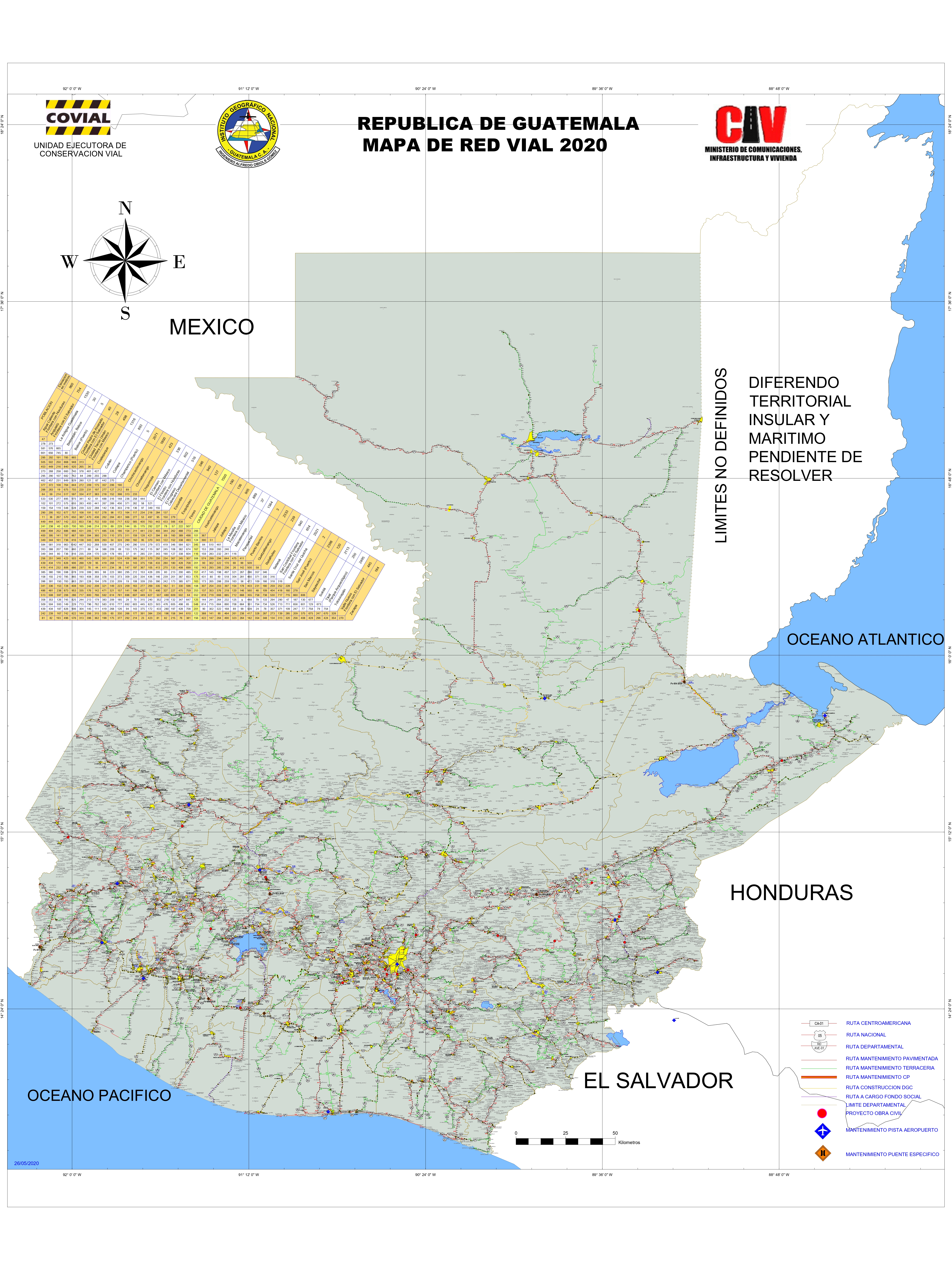
Mapa de la Red Vial de Guatemala en 2020.

Guatemala cuenta con una extensa red vial clasificada según el tipo de rodadura, en donde el 12.72% de las vías conectan con México y América Central, el 17.27% son carreteras Nacionales, el 43.84% son Departamentales y el 26.17% Rurales. Todas las carreteras del país tienen como punto de origen la Ciudad de Guatemala, entre las rutas internacionales más transitadas del país están la carretera Panamericana que conecta México con Centroamérica y la autopista CA-9 que conecta Puerto Barrios en el Caribe guatemalteco con Puerto Quetzal en el pacífico.
La mayoría de carreteras del país son las departamentales que conectan las ciudades más importantes de Guatemala, entre estas destacan la Autopista Palín-Escuintla, Autopista VAS, la carretera CA-2, y la CA-13 que conecta la mayoría de ciudades del Departamento de Petén
| Clasificación de la Ruta | Tipo de Rodadura | Tipo de Rodadura | Tipo de Rodadura | Total Kilómetros |
| Clasificación de la Ruta | Asfalto          | Pavimento        | Terracería       | Total Kilómetros |
| Centroamericanas         | 1,930.180        | 214.000          | 0.000            | 2,144.180        |
| Nacionales               | 1,858.900        | 44.000           | 1,008.800        | 2,911.700        |
| Departamentales          | 3,360.231        | 50.950           | 4,424.313        | 7,835.494        |
| Rurales                  | 0.000            | 0.000            | 4,548.851        | 4,548.851        |
| Total                    | Total            | Total            | Total            | 17,440.225       |

#### Progreso Histórico de la Red Vial
| Progreso de la Red Vial (2005-2024) | Progreso de la Red Vial (2005-2024) | Progreso de la Red Vial (2005-2024) |
| Año                                 | Longitud                            | Metros por Hab.                     |
| ----------------------------------- | ----------------------------------- | ----------------------------------- |
| 2024                                | 19 025                              | 1.06                                |
| 2023                                | 18 863                              | 1.07                                |
| 2022                                | 17 903                              | 1.03                                |
| 2021                                | 18 153                              | 1.06                                |
| 2020                                | 17 876                              | 1.06                                |
| 2019                                | 17 240                              | 1.04                                |
| 2018                                | 17 440                              | 1.07                                |
| 2017                                | 17 300                              | 1.08                                |
| 2016                                | 17 189                              | 1.09                                |
| 2015                                | 17 099                              | 1.10                                |
| 2014                                | 16 694                              | 1.09                                |
| 2013                                | 16 531                              | 1.10                                |
| 2012                                | 16 360                              | 1.11                                |
| 2011                                | 16 046                              | 1.11                                |
| 2010                                | 15 937                              | 1.12                                |
| 2009                                | 15 702                              | 1.12                                |
| 2008                                | 15 564                              | 1.13                                |
| 2007                                | 15 424                              | 1.14                                |
| 2006                                | 14 672                              | 1.11                                |
| 2005                                | 14 651                              | 1.13                                |

#### Red Vial por Departamento
| Departamentos  | Tipo de Rodura | Tipo de Rodura | Tipo de Rodura | Red Víal   | % Pavimento / Asfalto |
| Departamentos  | Asfalto        | Pavimento      | Terracería     | Red Víal   | % Pavimento / Asfalto |
| -------------- | -------------- | -------------- | -------------- | ---------- | --------------------- |
| Guatemala      | 666.450        | 61.500         | 157.180        | 885.130    | 75%                   |
| Sacatepéquez   | 115.290        | 41.000         | 43.210         | 197.410    | 79%                   |
| El Progreso    | 206.400        | 0.000          | 109.320        | 315.720    | 65%                   |
| Quetzaltenango | 364.900        | 32.300         | 343.712        | 740.912    | 54%                   |
| Santa Rosa     | 346.750        | 0.250          | 360.220        | 707.220    | 49%                   |
| Escuintla      | 493.400        | 42.000         | 388.900        | 924.300    | 58%                   |
| Zacapa         | 331.846        | 0.000          | 302.900        | 634.746    | 52%                   |
| Retalhuleu     | 175.515        | 0.000          | 125.200        | 300.715    | 58%                   |
| Jutiapa        | 432.200        | 0.000          | 276.840        | 709.040    | 61%                   |
| Sololá         | 223.600        | 10.300         | 274.690        | 508.590    | 44%                   |
| Chimaltenango  | 155.000        | 21.000         | 803.988        | 979.988    | 18%                   |
| Suchitepéquez  | 289.000        | 0.000          | 274.820        | 563.820    | 52%                   |
| Baja Verapaz   | 153.000        | 0.000          | 410.460        | 563.460    | 28%                   |
| Izabal         | 279.283        | 12.100         | 331.250        | 622.630    | 45%                   |
| San Marcos     | 445.500        | 0.000          | 741.756        | 1,187.256  | 37%                   |
| Petén          | 662.800        | 0.000          | 972.300        | 1,635.000  | 40%                   |
| Jalapa         | 241.660        | 0.000          | 398.630        | 640.290    | 38%                   |
| Chiquimula     | 298.220        | 0.000          | 363.550        | 661.750    | 45%                   |
| Totonicapán    | 164.100        | 0.000          | 429.288        | 593.388    | 28%                   |
| Huehuetenango  | 436.600        | 0.000          | 787.335        | 1,223.935  | 36%                   |
| Quiché         | 364.450        | 14.000         | 744.830        | 1,123.260  | 34%                   |
| Alta Verapaz   | 340.000        | 0.000          | 802.120        | 1,142.120  | 29%                   |
| Guatemala      | 7,185.940      | 234.450        | 9,442.449      | 16,862.839 | 44%                   |

### Transporte Urbano
El transporte urbano en Guatemala es el sistema de autobuses urbanos de ciudad, utilizado para el transporte público de distancias cortas, como resultado del desarrollo y la urbanización de las áreas metropolitanas en Guatemala, aparecieron características específicas en el transporte urbano con diferentes condiciones a otros medios como el transporte privado o público departamental, regularmente el sistema urbano de transporte en las ciudades están regulados por líneas con paradas definidas, tal es el caso del Transmetro y el Transurbano, algo opuesto al sistema interurbano o extraurbano en el país.
El sistema de transporte urbano tuvo sus inicios en el año 1990 en la Ciudad de Guatemala y desde entonces es uno de los medios de transporte más utilizados dentro de las ciudades Guatemaltecas.

### Transporte Interurbano
El sistema Interurbano es el sistema de transporte interdepartamental en Guatemala, utilizado principalmente para el transporte de pasajeros de largas distancias conectando por lo general ciudades, departamentos o países. En Guatemala son comunes los Chicken bus que antiguamente eran autobuses escolares de Estados Unidos que son modificados para este uso, también existen líneas de buses pullman con diferentes destinos dentro del territorio guatemalteco.

### Otros Medios de Transporte
Existen en Guatemala otros medios de transporte que prestan una gran ayuda a la movilidad de las personas beneficiándolas en distintos aspectos, como el económico y el ahorro de tiempo. Estos pueden ser formales o informales como por ejemplo los taxis, carros particulares, apps de servicio de transporte de carros y motos y cualquier otro medio para llevar pasajeros e ir a destinos distintos de los que ofrece el transporte urbano.

## Transporte aéreo

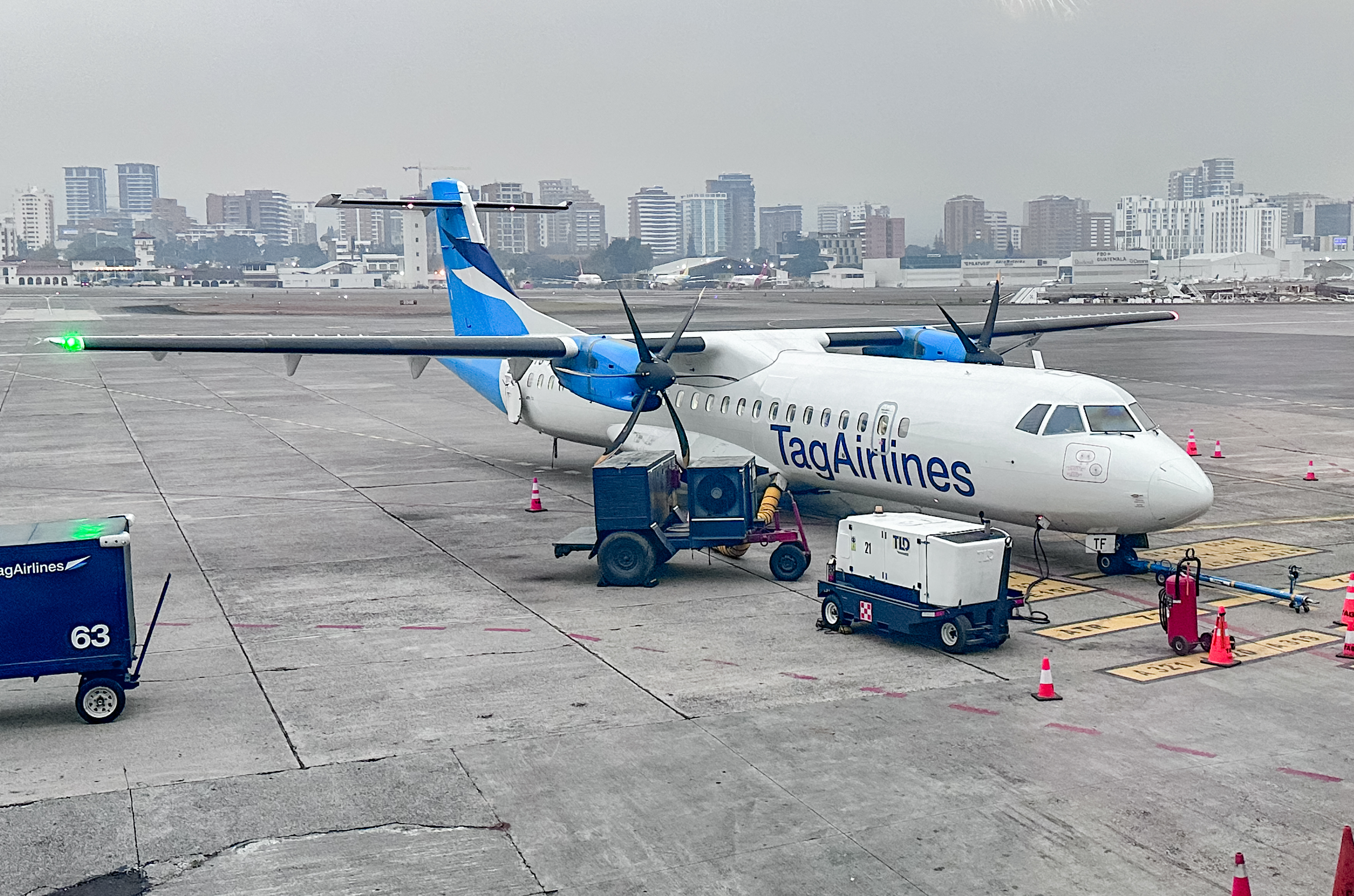
ATR 72-500 de TAG Airlines, aerolínea bandera de Guatemala en el Aeropuerto Internacional La Aurora.

Se considera -transporte aéreo- al servicio cuyo fin sea el traslado de un lugar a otro de pasajeros o carga, mediante la utilización de una aeronave. Dentro del ámbito civil, el servicio de transporte aéreo puede ser regular y no regular, siendo estas ofrecido por las líneas aéreas que operan en el aeropuerto. Las líneas aéreas se caracterizan por estar sujetas a itinerarios, horarios y frecuencias, independientemente de la demanda que posean. Los servicios no regulares son también conocidos como vuelos chárter. Se prestan servicios de transporte de pasajeros y/o carga, conocidos en su conjunto como industria aerocomercial.

### Aeropuertos

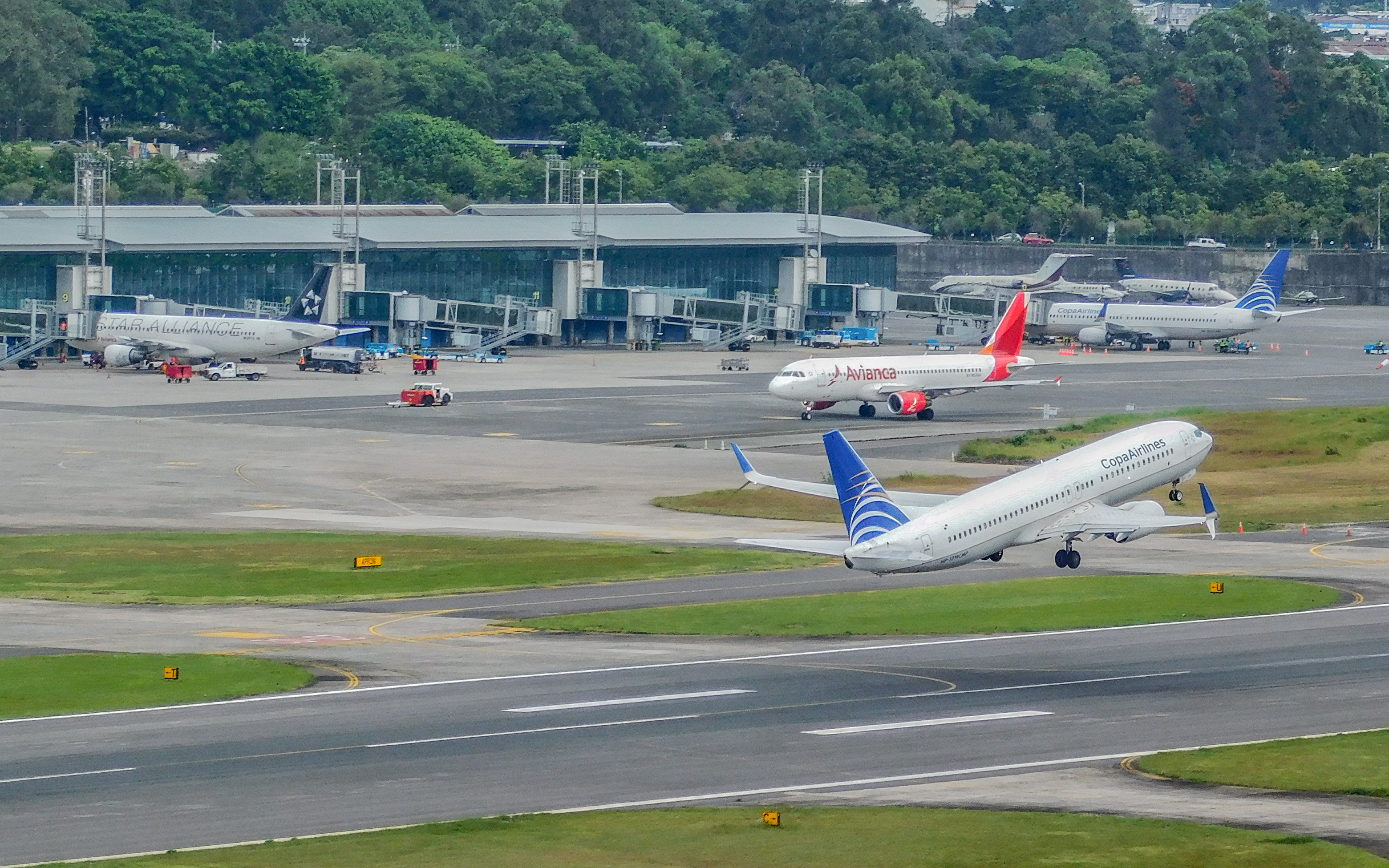
El Aeropuerto Internacional La Aurora sirve a la Ciudad de Guatemala y al Área Metropolitana de Guatemala

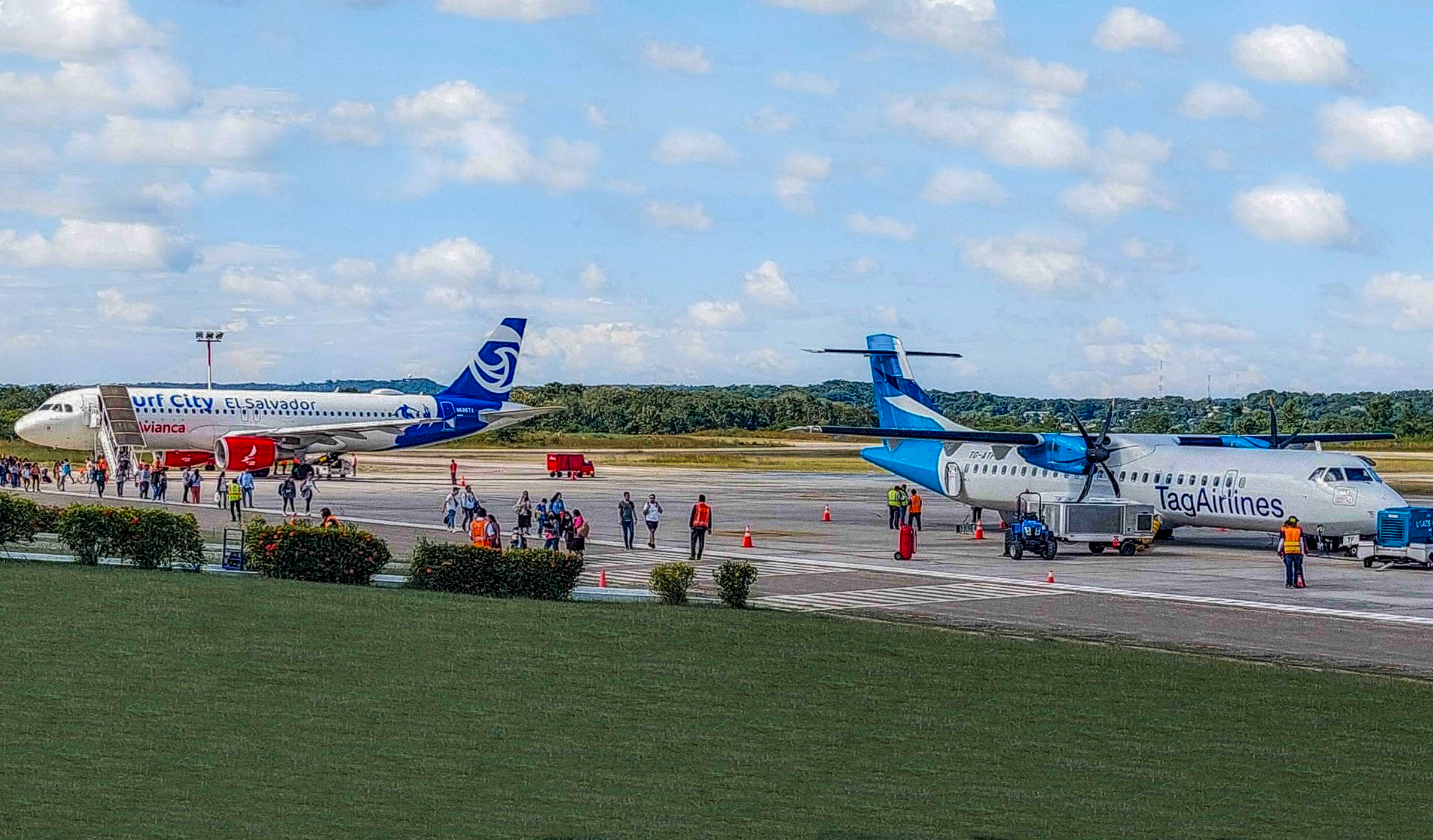
El Aeropuerto Internacional Mundo Maya sirve a Flores en Petén

Guatemala cuenta con un total de 402 aeropuertos y pistas de aterrizaje. De los cuales 3 son internacionales: el Aeropuerto Internacional La Aurora ubicado en la Ciudad de Guatemala, el Aeropuerto Internacional Mundo Maya en Santa Elena de la Cruz y el Aeropuerto Internacional de Occidente en Quetzaltenango. La Dirección General de Aeronautica Civil -DGAC- es el organismo estatal de Guatemala encargado de regular la aviación civil en todo el país, entre sus principales funciones están: controlar el tráfico en el espacio aéreo nacional, administrar los Aeropuertos de Guatemala y regularizar el funcionamiento y adquisición de aeronaves en toda la república. La Aviación Civil en Guatemala tuvo su origen a principios del siglo XX, siendo uno de los iniciadores de esta materia el Señor Dante Nannini. En 1911, se fundó lo que se llamó Academia de Aviación, siendo su Director Don Luis Ferro, de cuyo claustro formó parte el Señor Dante Nannini. La Academia de Aviación se instaló al este de la Ciudad de Guatemala, en el llamado Campo Marte. Con fecha 11 de septiembre de 1929 durante el Gobierno presidido por el General Lázaro Chacón, se creó la Dirección General de Aeronáutica Civil como una Dependencia del Ministerio de Comunicaciones y Obras Públicas hoy Ministerio de Comunicaciones Infraestructura y Vivienda (MCIV), por medio del Decreto Gubernativo 1,032. En su inicio, la DGAC contaba únicamente con la Dirección General, el Departamento de Operaciones y Asesoría Jurídica; posteriormente y con el avance de la Aviación, dicha dependencia se fue implementando hasta contar con los Departamentos que hoy la integran.
Entre los aeropuertos más importantes de Guatemala destacan:
- Aeropuerto Internacional La Aurora, Ciudad de Guatemala
- Aeropuerto Internacional Mundo Maya, Flores
- Aeropuerto de Huehuetenango, Huehuetenango
- Aeropuerto de Puerto Barrios, Puerto Barrios
- Aeropuerto Internacional de Occidente, Quetzaltenango

### Aerolíneas
En la actualidad en Guatemala operan aerolíneas procedentes de América y Europa, aunque la mayoría de vuelos suelen estar operados por aerolíneas centroamericanas. En cuanto a los destinos, existen vuelos con múltiples destinos, pero los principales se encuentran en Norteamérica y Centroamérica. 
Guatemala cuenta con varias aerolíneas que prestan servicio a diferentes aeropuertos del país. Entre las aérolineas guatemaltecas destacan:
- ARM Aviación
- Avianca (Guatemala)
- TAG Airlines
- Helicópteros de Guatemala
- DHL de Guatemala

## Ferrocarriles y Metro
Total:
- 322 km (200,1 mi) Operado por Ferrocarriles de Guatemala[6] hasta septiembre de 2007, actualmente cerrado[7]
- 563 km (349,8 mi) Cerrado

Ferrocarril de vía estrecha:
884 km 3 pies (914 mm) 3 pies (914 mm)

### Enlaces de ferrocarril con países adyacentes
- México - Cambiador de ancho 3 pies (914 mm)/4 pies 8,5 plg (1435 mm)
- Belice - propuesto
- Honduras - actualmente cerrado - Cambiador de ancho 3 pies (914 mm)/3 pies 6 plg (1067 mm)
- El Salvador - Actualmente cerrado

## Tuberías
- Aceite 480 km

## Puertos

### Océano atlántico
- Puerto Barrios
- Santo Tomás de Castilla

### Océano Pacífico
- Champerico, Puerto Quetzal, Puerto San José

### Transbordador
Los transbordadores son un medio de transporte en Guatemala utilizado en regiones  como Sayaxché, es el sistema de transporte entre las ciudades de Puerto Barrios y Livingston. Actualmente también es utilizado para comunicar varios municipios costeros en el  Lago de Atitlán.